# Wideokracja
Wideokracja (ang. Videocracy, wł. Videocracy – Basta apparire) – pełnometrażowy film dokumentalny z 2009 roku autorstwa Erika Gandiniego (scenariusz i reżyseria), zrealizowany w koprodukcji między Szwecją, Danią, Wielką Brytanią i Włochami. 

## Treść
Głównym tematem filmu jest wyjątkowe przenikanie się światów polityki i rozrywki, a zwłaszcza telewizji, jakie można zaobserwować we współczesnych Włoszech. Obraz traktuje również o niezwykłym stosunku Włochów do telewizji jako medium, o wiązanych z występami w niej nadziejach na lepsze życie oraz o wyjątkowej popularności programów, które w wielu innych krajach mogłyby zostać uznane za raczej niewybredne. 
Film porusza w szczególności trzy kwestie. Pierwszą jest fenomen zwany po włosku veline. Są to młode, bardzo ponętne kobiety, które występują w wielu programach rozrywkowych różnego typu, a ich jedynym zadaniem jest stanowienie seksownego przerywnika między poszczególnymi segmentami show. Veline wykonują mocno erotyzujący taniec, a nierzadko po prostu rozbierają się na antenie. Choć taka rola może się wydawać uwłaczająca, zawód ten cieszy się niesłabnącym zainteresowaniem wielkich rzesz młodych dziewcząt, które widzą w nim szansę na awans społeczny i finansowy.
Drugi wątek koncentruje się na ówczesnym premierze Włoch Silvio Berlusconim, który jako właściciel największego komercyjnego nadawcy telewizyjnego, a także dzięki kontroli sprawowanej nad mediami publicznymi, połączył w jednym ręku władzę polityczną i medialną, de facto podporządkowując niemal całą włoską telewizję własnym potrzebom politycznym. Trzecia poruszona kwestia dotyczy bezwzględności i cynizmu wielu celebrytów oraz osób funkcjonujących w ich otoczeniu, a także łatwości kreowania we Włoszech medialnych idoli. Jako przykład ukazany jest Fabrizio Corona, protegowany jednego z przyjaciół Berlusconiego, który najpierw zarabiał pieniądze robiąc celebrytom kompromitujące zdjęcia i zmuszając do ich wykupienia. Ostatecznie trafił za to do więzienia, ale dzięki umiejętnej autokreacji i wpływowym przyjaciołom po wyjściu na wolność sam został gwiazdą. Film ukazuje, że przy całym swoim egotyzmie, Corona zachował świadomość tego, iż cała jego kariera jest sztuczną kreacją – przynoszącą mu jednak wielkie zyski.

## Dystrybucja
Początkowo obraz wyświetlany był głównie na festiwalach dokumentalnych i na kilku z nich (m.in. w Toronto i Sheffield) otrzymał nagrody. Został również wyświetlony na festiwalu w Wenecji, po czym trafił do dystrybucji kinowej w wielu krajach. W Polsce jego oficjalna premiera miała miejsce 7 maja 2010 na festiwalu Planete Doc Review, zaś 21 maja 2010 rozpoczęło się wyświetlanie w kinach. 